# Mura di Avila
Le mura di Avila sono la principale caratteristica storica della città di Avila e le più complete di tutta la Spagna.

## Descrizione
La maggior parte della cinta muraria sembra essere stata ricostruita nel XII secolo. L'area recintata è un rettangolo irregolare di 31 ettari con un perimetro di circa 2.516 metri, comprendente 88 torri semicircolari. Le mura hanno una larghezza media di 3 metri e un'altezza media di 12 metri. Le nove porte sono state completate in diversi periodi. La Puerta de San Vicente (Porta di San Vincenzo) e la Puerta del Alcazar (Porta della Fortezza) sono fiancheggiate da torri gemelle, alte 20 metri, collegate da un arco semicircolare. L'abside della cattedrale costituisce anche una delle torri.
È possibile camminare sulle pareti per circa metà della circonferenza, mentre parte delle mura non sono percorribili in quanto sono integrate in altre strutture.

Il sito è stato registrato come monumento nazionale nel 1884. Nel 1985, la città vecchia di Avila e le sue chiese extramurali sono state dichiarate Patrimonio dell'Umanità dall'UNESCO.